# Jezioro Ostrowite (Pojezierze Południowokrajeńskie)
Jezioro Ostrowite – jezioro w woj. wielkopolskim, w pow. złotowskim, na terenie dwóch gmin Złotów i Łobżenica, które należą do dwóch powiatów: pow. złotowskiego i pow. pilskiego, leżące na terenie Pojezierza Południowokrajeńskiego.

## Morfometria
Powierzchnia zwierciadła wody według różnych źródeł wynosi od 47,2 ha przez 50,0 ha do 54,74 ha
.
Zwierciadło wody położone jest na wysokości 105,3 m n.p.m. lub 106,2 m n.p.m.. Średnia głębokość jeziora wynosi 3,8 m, natomiast głębokość maksymalna 7,5 m.
W oparciu o badania przeprowadzone w 2002 roku wody jeziora zaliczono wody jeziora zaliczono do wód pozaklasowych. W 1993 i 1998 roku wody jeziora zaliczono do III klasy czystości.

## Charakterystyka
Jezioro położone jest na północ od Walentynowa.
Poprzez jezioro przepływa rzeka Kocunia. Z południowego zachodu jezioro przyjmuje również niewielki ciek o charakterze rowu melioracyjnego.
Pod względem rybackim jezioro zaliczane jest do typu linowo-szczupakowego. Gatunkami wiodącymi są tu: okoń, leszcz, płoć, szczupak.